# Бортник, Иван Сергеевич
Ива́н Серге́евич Бо́ртник (16 апреля 1939, Москва — 4 января 2019, Москва) — советский и российский актёр театра и кино. Народный артист Российской Федерации (2000).

## Биография
Родился 16 апреля 1939 года в Москве в районе трех вокзалов, на Красносельской[уточнить] улице. До 5-го класса учился в подмосковном поселке Кратово, а затем переехал в Москву и в 1957 году окончил среднюю школу № 317.
Артистом решил стать в юношестве: посещал Московский городской дом пионеров на Кировской, затем самодеятельную киностудию при Центральном парке культуры и отдыха им. М. Горького.
В 1957 году поступил в ГИТИС на актёрский факультет, но после перешёл в Московское театральное училище имени Б. В. Щукина на курс В. А. Этуша. Вместе с Бортником учились Л. Максакова, А. Збруев, З. Высоковский, А. Белявский, В. Смехов. Их педагогами были выдающиеся мастера — Ю.В. Катин-Ярцев, М.А. Ульянов, Ю.П. Любимов, Ц.Л. Мансурова, оказавшие очень большое влияние на Ивана Бортника.
В 1961 году окончил училище и был принят в Московский драматический театр им. Н. В. Гоголя, где начал работать с прекрасным режиссером П.П. Васильевым и талантливыми актерами – В.И. Хохряковым, А.С. Краснопольским, А.Н. Толбузиным, П.В. Крыловым, И.А. Смысловским, Е.П. Калининой. Иван Бортник играл главные роли в спектаклях «Передай улыбку», «Свидания у черемухи», «Сестры-разбойницы», «Тарас Бульба», «Красные дьяволята» и другие и со временем стал ведущим артистом театра.
Дебют в кино состоялся в 1962 году — в фильме Всеволода Воронина «Исповедь» исполнил главную роль художника-семинариста Василия. Следующую роль в кино он сыграл после длительного перерыва. В 1970 году вышла драма Павла Любимова  «Впереди день», а в 1974 году актер сыграл главную роль в фильме-сказке «Иван да Марья». С этого времени режиссеры все чаще стали приглашать Бортника в кино. Он сыграл в фильмах Ильи Авербаха «Чужие письма» (1975) и «Объяснение в любви» (1977), киноповести Николая Кошелева «Старшина» (1979) и других.
В 1980 году Никита Михалков утвердил И. Бортника на роль Вовчика в картине «Родня». Иван Сергеевич считал эту роль одной из лучших своих работ. В 1987 году Владимир Хотиненко пригласил И.С. Бортника на одну из главных ролей в фильме «Зеркало для героя», и картина вновь открыла зрителям талантливого актера.
В 1967 году перешёл в труппу Юрия Любимова в Театр на Таганке, где подружился с Владимиром Высоцким. Известно, что Высоцкий очень хотел, чтобы в фильме «Место встречи изменить нельзя» Бортник сыграл Шарапова, но Станислав Сергеевич Говорухин под давлением руководства был вынужден  взять на эту роль  Владимира Конкина. Сам актер исполнил маленькую, но яркую и запоминающуюся роль бандита по кличке Промокашка. Долгие годы играл в кино преимущественно второстепенные роли (из наиболее известных — уголовник «Гитлер» в фильмах «Мама, не горюй» и «Мама, не горюй 2», «Клоп» во франшизе «Антикиллер»). Вопреки устоявшемуся образу простого уголовника, солдата, колхозника, по словам режиссёра Никиты Михалкова,

Иван Бортник — «чрезвычайно начитанный и образованный человек».

Центральные и главные роли в спектаклях Таганки: «Пугачёв», «Мать», «На дне», «Живой», «Деревянные кони», «Борис Годунов», — принесли популярность и признание зрителей и критики. В последние годы жизни единственным спектаклем, в котором был занят Бортник, был «Высоцкий» — спектакль-воспоминание.
Член Союза кинематографистов и Союза театральных деятелей.
Скончался в Москве на 80-м году жизни 4 января 2019 года. Причиной смерти явился оторвавшийся тромб. Прощание состоялось 8 января 2019 года в Театре на Таганке. Похоронен в Москве на Троекуровском кладбище (уч. 17).

## Семья
Отец — Сергей Васильевич Бортник (1895—1979), заместитель главного редактора Гослитиздата (ныне — издательство «Художественная литература»). Учился в Петербургском технологическом институте, потом окончил Брюсовский институт в Москве.
Мать — Мария Сергеевна Горячкина (1912—1987), доктор филологических наук, старший научный сотрудник Института мировой литературы имени М. Горького. Занималась XIX веком, писала о народниках, о творчестве Н. С. Лескова, М. Е. Щедрина.
Дед — полный георгиевский кавалер.
Супруга — Татьяна Николаевна Борзых (род. 1947), педагог Театрального художественно-технического колледжа, преподаватель на кафедре «Радиотехника».
Сын — Фёдор Бортник (род. 1968), работал художником по свету, старший инженер компании «Бинар».
Поддерживал отношения с актрисой театра и кино Инной Гулая.

## Фильмография
- 1962 — Исповедь — художник Василий
- 1970 — Впереди день — Вячеслав Чураков, водитель
- 1974 — Иван да Марья — Иван, солдат
- 1975 — Чужие письма — Шура Бегунков, брат Зины
- 1976 — Сентиментальный роман — кладовщик кафе
- 1977 — Вторая попытка Виктора Крохина — Борис Крохин
- 1977 — Объяснение в любви — Кройков (озвучивает Игорь Ефимов)
- 1978 — Старшина — Иван Никанорыч
- 1979 — Последняя охота — Риф, член экипажа шхуны
- 1979 — Верой и правдой — Костя
- 1979 — Место встречи изменить нельзя — «Промокашка», член банды «Чёрная кошка»
- 1981 — Наше призвание — Сыровегин, секретарь парткома
- 1981 — Родня — Владимир Иванович Коновалов (Вовчик), бывший муж Марии Коноваловой, отец Нины
- 1983 — Привет с фронта — «Папаша», раненый, отец троих детей
- 1984 — Действуй по обстановке! — Андрей Бабула, старшина
- 1984 — Три процента риска — Корбут, лётчик-испытатель
- 1984 — Поживём — увидим — Иван Кузьмич, бригадир
- 1986 — Попутчик — Иван
- 1986 — Скакал казак через долину
- 1986 — Я — вожатый форпоста — Сыровегин
- 1987 — Зеркало для героя — Андрей Иванович Немчинов, горный инженер
- 1989 — А был ли Каротин? — Семён Лисюк
- 1989 — Ночевала тучка золотая… — Демьян
- 1990 — Мир в другом измерении — отец Юры
- 1990 — Смерть в кино — Василий Кузьмич Столбов (Кузьмич), сторож Ялтинской киностудии
- 1991 — Затерянный в Сибири — муж Фаины
- 1992 — Убийство на «Ждановской» — Глеб Сергеевич Ярин
- 1993 — Потрясение — Петр Петрович, главврач психиатрической клиники
- 1995 — Мусульманин — крёстный
- 1996 — Импотент — Сергей Ладыгин (по прозвищу «Сикилет»)
- 1996 — Возвращение «Броненосца» — Сыровегин, секретарь окружкома
- 1997 — В той стране — эпизод
- 1998 — Мама, не горюй — уголовник по кличке «Гитлер»
- 1998 — Не послать ли нам… гонца? — Серёга, свояк
- 1999 — Страстной бульвар — мужчина у костра
- 2001 — Затворник — Кожин
- 2002 — Антикиллер — Пётр Колеров, «Клоп»
- 2002 — По ту сторону волков — Николай Лукьянович Клопов, инвалид
- 2002 — Шукшинские рассказы (новелла «Другая жизнь») — Худяков
- 2003 — Антикиллер 2: Антитеррор — «Клоп»
- 2004 — Демон полдня
- 2005 — Мама, не горюй 2 — уголовник по кличке «Гитлер»
- 2006 — Сдвиг — Ваня, дядя Лодыгина
- 2006 — Барин — Аристарх, приказчик
- 2007 — Сонька — Золотая Ручка — Горелов, штабс-капитан
- 2009 — Антикиллер Д. К. — «Клоп»
- 2010 — Око за око — Бадунов, председатель трибунала
- 2011 — Жила-была одна баба
- 2015 — Глубина — бармен

## Озвучивание мультфильмов
- 1969 — Мистерия-Буфф — Интеллигент / Купец / Капиталист
- 1975 — Какого рожна хочется?

## Награды
- Почётное звание «Заслуженный артист РСФСР» (1986)
- Почётное звание «Народный артист Российской Федерации» (2000) — за большие заслуги в области искусства[12]
- Ведомственная медаль Министерства обороны РФ «За трудовую доблесть» (2006)[5]
- Золотая Есенинская медаль Союза писателей России (2007) за верность традициям русской культуры.[5]

## Документалистика
- Телевизионная программа. Режиссёр Галина Самойлова. Студия художественных программ. ГТРК "Культура". 2009 г. Иван Бортник. Зеркало для актёра.  39 мин. Россия-Культура. {{cite episode}}: |series= пропущен или пуст (справка); Внешняя ссылка в |credits= (справка)
- Документальный фильм из цикла «Острова». Режиссёр Ирина Ланина. ГТРК "Культура". 2014 г (8 января 2019). Иван Бортник.  39 мин. Россия-Культура. {{cite episode}}: |series= пропущен или пуст (справка)
- Документальный фильм. Режиссёр Елена Лапенкова. ТВ Центр. 2021 г. Иван Бортник. Я не Промокашка!.  39 мин. ТВ Центр. {{cite episode}}: |series= пропущен или пуст (справка); Внешняя ссылка в |credits= (справка)